# 酸梅星王子
酸梅星王子（日語：ウメ星デンカ），又譯梅星王子、梅星王國、酸梅星黃子、烏梅星王子、叮噹小王國或梅星球殿下，是藤子·F·不二雄的一部漫畫作品。 
主題介紹梅星爆炸之後，梅星的王族一家人，到地球上平常人中村太郎的家中生活的故事。 

## 角色介紹
- 梅星殿下
- 中村太郎
- 太郎的爸爸
- 太郎的媽媽
- 班尼特
- 梅星國王
- 梅星皇后
- 權助

## 出版狀況
连载
在8個雜誌中共連載135話（數字不確定）
- 《好孩子》1968年9月号～1969年12月号、全16話。
- 《幼稚園》1968年10月号～1969年12月号、全15話。
- 《小學一年生》1968年9月号～1969年12月号、全16話、小学館
- 《小學二年生》1968年4月号～1970年2月号〔1970年1月号・2月号：由篠田ひでお代作〕、全23話。
- 《小學三年生》1968年9月号～1970年2月号〔1970年1月号・2月号：由篠田ひでお代作〕、全18話。
- 《小學四年生》1968年9月号～1969年12月号、全16話。
- 《週刊少年sunday》1969年第7号(2.9)～第35号(8.22)、全29話？…。
- 《月刊繪本》1969年2月号・6月号、全2話。

單行本
- 《蟲漫畫梅子星王子》：虫プロ商事 3冊共46話，1971.07。
- 《瓢蟲漫畫梅子星王子》（てんとう虫コミックス ウメ星デンカ） 小學館，3冊共37話， 1977.05。 ◾台灣大然出版社有出中譯本。
- 《藤子不二雄園地．新編集梅子星王子》，中央公論社，共5冊59話，1987.07。
- 《文庫版梅子星王子》，小學館 2冊共36話，1998.03。
- 《梅子星王子兒童版》（ぴっかぴかコミックス．ウメ星デンカ）小學館，2冊共14話，2006.01。